# ジャン＝フレデリック・ワルデック

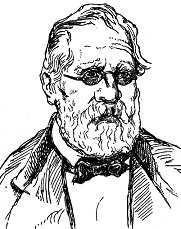
ジャン＝フレデリック・ワルデック

ジャン=フレデリック・マキシミリアン・ド・ワルデック（仏: Jean-Frédéric Maximilien de Waldeck、1766年3月16日 - 1875年4月30日）は、フランスの好古家、地図学者、芸術家、探検家である。姓はヴァルデックとも表記される。
ワルデックはいろいろな場面で、パリ、プラハまたはウィーンで生まれたと言い、別の場面ではドイツ、オーストリア、イギリスの国民であると主張した。また彼はよく、伯爵や、時には公爵、男爵の称号をもつと主張した。
ワルデックは19歳で南アフリカ共和国へ旅立ち、探査の経歴をここから始めた。彼はフランスへ戻り、ジャック＝ルイ・ダヴィッドの学生として芸術を学んだ。彼は、ナポレオン・ボナパルトの探検に伴ってエジプトへ旅立ったとも言った。こうした話のどれも無関係であり、確かめられなかった。実際は1820年（彼の既知の生年月日を含む）以前の大部分のワルデックの自伝は文書化されていない。また彼の姓名は、自分で参加したと主張する昔のさまざまな探検隊の記録にない。
ワルデックは2つの主要な原稿を世間に発表した。1つ目の原稿は、西ヨーロッパ美術史の学者の間に彼が知られることになる、『イ・モーディ』と題された悪名高いポルノ図画の出版物の再刊であった。 2つ目の原稿は、メキシコの探検およびマヤ・アステカ彫刻の多くの例をまとめた出版物である。
『イ・モーディ』は非常にポルノ的な内容で、ピエトロ・アレティーノによって露骨な内容のソネットがつけられた。伝えられるところではローマ教皇とのいさかいの後にジュリオ・ロマーノによってバチカン宮殿内に壁画が描かれ、銅版画家マルカントニオ・ライモンディが作品群を発表した。出版された本はローマで熱狂的に受け入れられたが、法皇はすべての複製品の破壊を命じた。そのためイ・モーディの最初の版は現在はない。残ったのは、大英博物館の一連の断片（1つの画の2つの複製品と16世紀の木版の複製品）である。ワルデックは、メキシコのパレンケ近くの修道院で『イ・モーディ』の印刷物の一組の模写を見つけたと主張した。彼が言うような修道院はないため疑わしい話だが、博物館にある断片が、彼の描いたスケッチと酷似しているので、彼は少なくとも大英博物館で間違いなく断片を見ている。
古代メソアメリカの美術にワルデックが最初に接触したのは、彼がパレンケの都市のスケッチに基づいた版画を作るためにキングズボロー公に雇われた時であったと考えられている。ワルデックの版画は、彼が見本にした元のスケッチよりはるかに美しく芸術的だった。
1825年、彼はメキシコにあるイギリスの鉱業会社に、水理学の技術者として雇われた。この仕事の後、彼はコロンブスのアメリカ大陸発見以前の遺跡を踏査した。ジャン＝フレデリック・ワルデックは、パレンケとウシュマルといった古代マヤ文明の遺跡を詳細に記録して研究したことで、非常に有名である。ワルデックは、彼が見つけた物についての大量のリトグラフを発表した。最後の出版物は、彼が自身の百年祭(centennial)を祝った1866年に発表された。
109年45日の驚くべき老齢に至ったが、死ぬまで彼は精力的に活動した。そして、パリのシャンゼリゼ通り近くで美しい女性に見とれた時、彼はおそらく心臓発作で死んだ。